# Gobierno Real de Laos en el Exilio
El Reino de Laos es un gobierno en el exilio opuesto al que ejerce la soberanía de la República Democrática Popular Lao. Según sus propias palabras, su objetivo es establecer una monarquía en Laos que asegure la libertad, la justicia, la paz y la prosperidad para todos los habitantes de Laos. Está presidido por Khamphoui Sisavatdy, quien anteriormente se desempeñó en el gobierno real de Savang Vatthanaas En 1972 Sisavatdy viajó a los Estados Unidos con una delegación para conversar con el Secretario de Estado Henry Kissinger sobre un conjunto de propuestas relacionadas con la Convención de Ginebra.
El Gobierno Real de Laos fue revivido debido a presuntas violaciones de los Acuerdos de Ginebra de 1954 y 1962, las Resoluciones del Congreso de Estados Unidos 240, 169, 309, y 318 y una resolución del Parlamento Europeo sobre Laos el 15 de febrero de 2002. 
Actualmente el único miembro de la Familia Real es el Príncipe Mounivong Kindavong.
En los últimos años el GRLE ha exigido que las tropas comunistas de Vietnam se retiren de Laos[cita requerida]. También han solicitado la confirmación de esta retirada, y que las Naciones Unidas envíe tropas de paz para entrar en Laos con el fin de garantizar una transición sin problemas.
El Gobierno Real de Laos en el exilio afirma que tiene alrededor de 900 combatientes anticomunistas que pueblan la región de la frontera de Laos, Tailandia y Camboya. Este no ha sido afirmado por ninguna fuente independiente.